# دانشگاه ملی تایوان
دانشگاه ملی تایوان (انگلیسی: National Taiwan University) مستقر در شهر تایپه است، که در سال ۱۹۲۸ تأسیس شد.